# 蒲石公馆旧址
蒲石公馆旧址是中国上海市的一座历史建筑，位于徐汇区天平路街道太原路160号，由法国律师狄百克建于1928年，称为狄百克花园。这是一幢法国文艺复兴风格的宫廷式三层花园别墅，模仿路易十四的凡尔赛宫设计，占地总面积达到12680平方米。1949年前曾为励志社第三招待所。现为太原别墅所在地。
2014年4月4日，蒲石公馆旧址列为第八批上海市文物保护单位。